# Jacobaea vulgaris
Séneçon de Jacob, Séneçon jacobée, Jacobée commune
Espèce
Classification phylogénétique
Statut de conservation UICN

 LC  : Préoccupation mineure
Le Séneçon de Jacob, Séneçon jacobée ou Jacobée commune ou Herbe de saint Jacques, (Jacobaea vulgaris) est une espèce de plante à fleurs de la famille des Asteraceae.
Autrefois simplement appelée « Jacobée » ou « Herbe de saint-Jacques », c'est une plante qui peut contenir plus d'une dizaine d'alcaloïdes pyrrolizidiniques, dont la consommation répétée peut être très toxique pour les animaux comme les chevaux ou les bovins, en s’attaquant à leur foie. Elle  est cependant la nourriture presque exclusive de certaines chenilles d'hétérocères comme la Goutte-de-sang.

## Répartition
Originaire d'Europe, elle s'est naturalisée en Amérique du Nord et en Nouvelle-Zélande. Elle peut être très envahissante dans certaines régions (comme en Bretagne) où il faut la contrôler ou la détruire pour entretenir les pâturages.

## Description
Le Séneçon jacobée est une plante herbacée, vivace ou bisannuelle (hémicryptophyte), à souche courte, fibreuse et dont la tige, de 40 cm à 200 cm de haut, se dresse, droite, rameuse au sommet.
Les feuilles, ordinairement glabres, sont profondément pennatipartites, divisées en segments presque égaux, oblongs-obovales, lobés ou crénelés. Les feuilles basales, lyrées et portées par un pétiole, sont généralement flétries à la floraison. Les supérieures sont à oreillettes embrassantes, sessiles.
Les capitules sont groupés en corymbe ombelliforme. Ils font de 15 à 25 mm de large. L'involucre est formé de folioles tachées de brun. Les fleurs jaunes sont bisexuées ou unisexuées.
La plante fleurit en plein été.
Le fruit est un akène avec une aigrette de poils blancs de 4 mm.

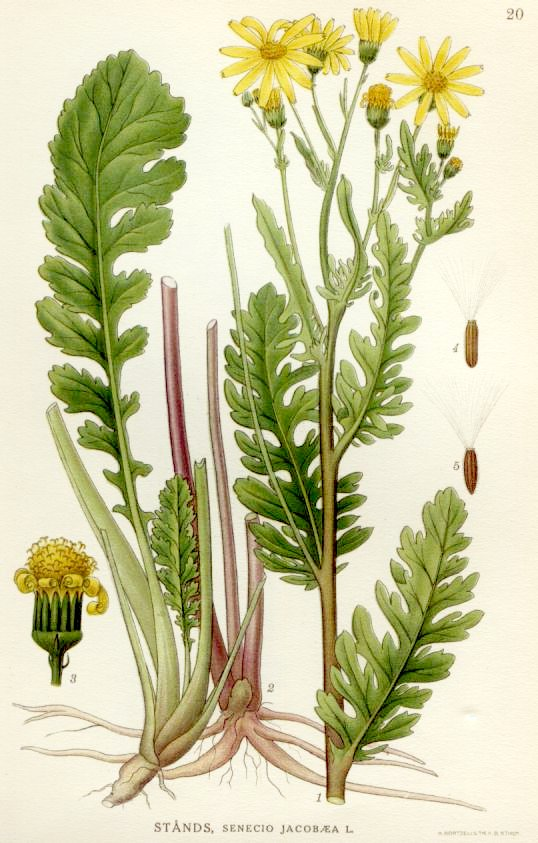
Planche botanique.
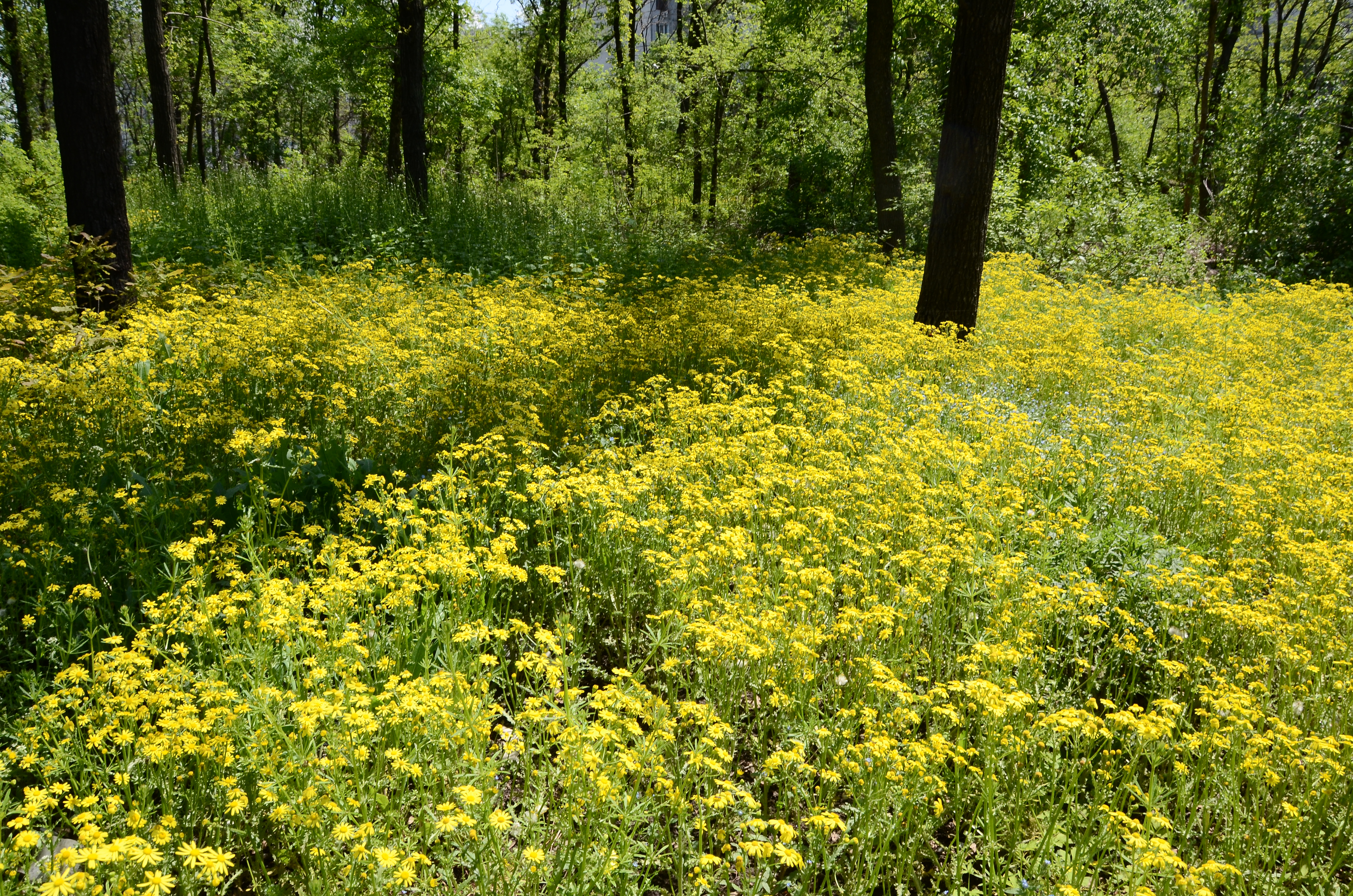
Terrain colonisé par la plante, à Donetsk en Ukraine.
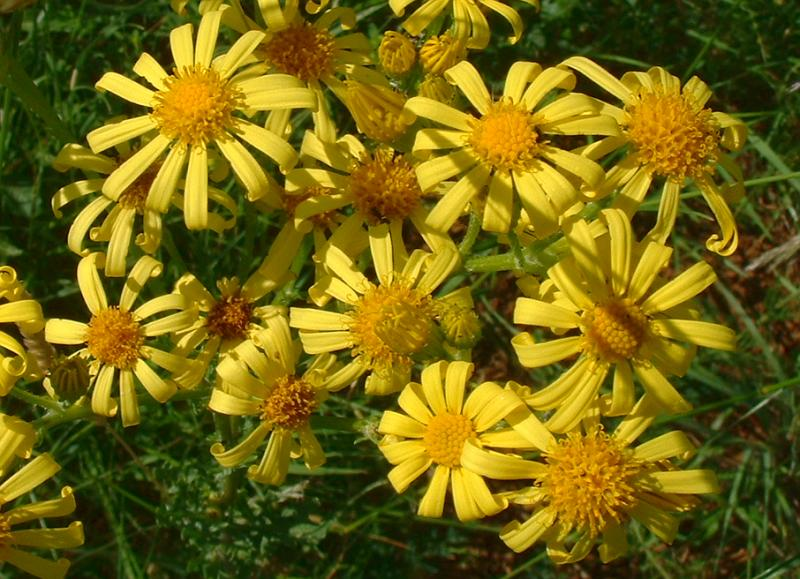
Inflorescence.
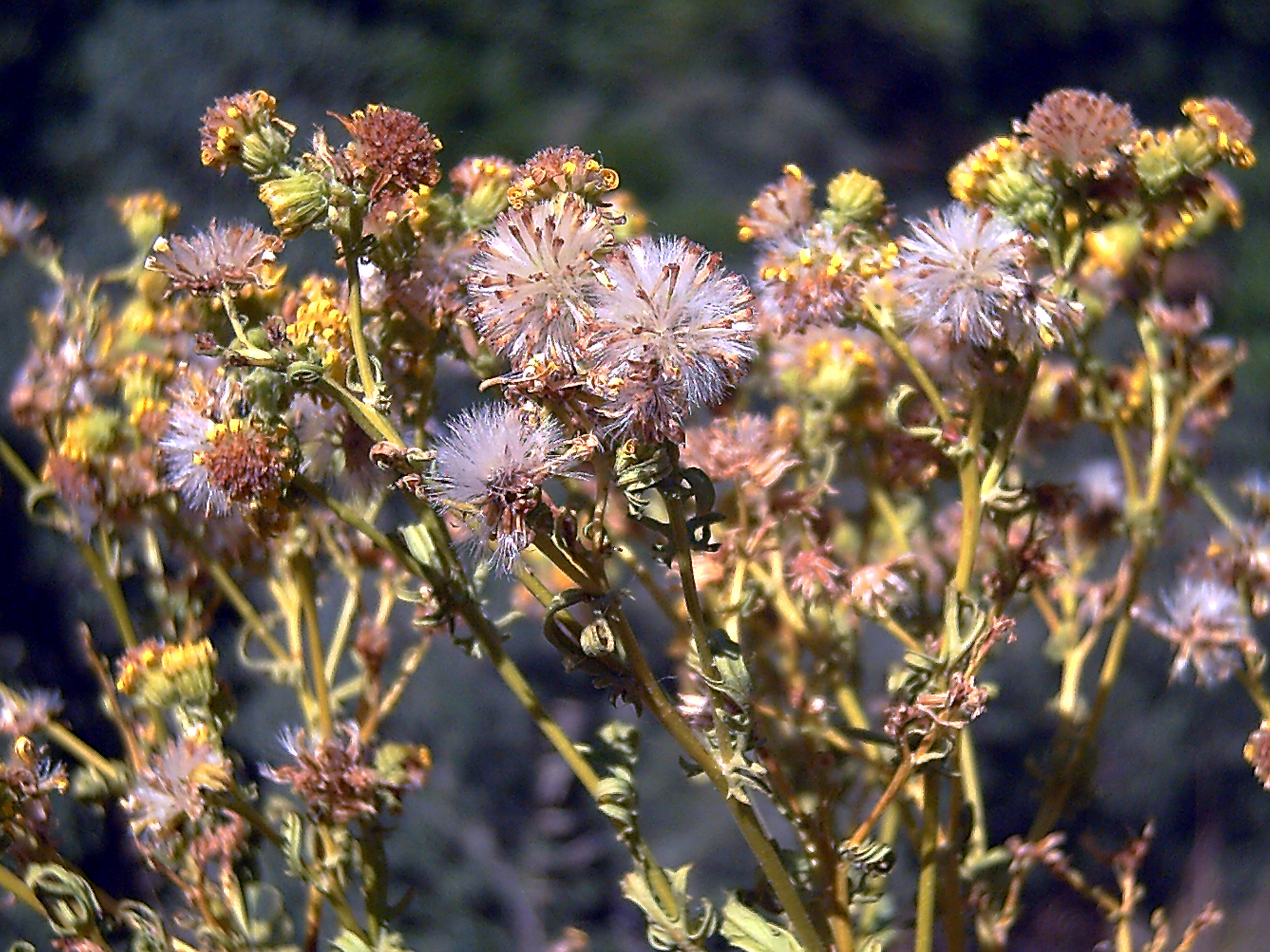
Inflorescence au stade des graines.
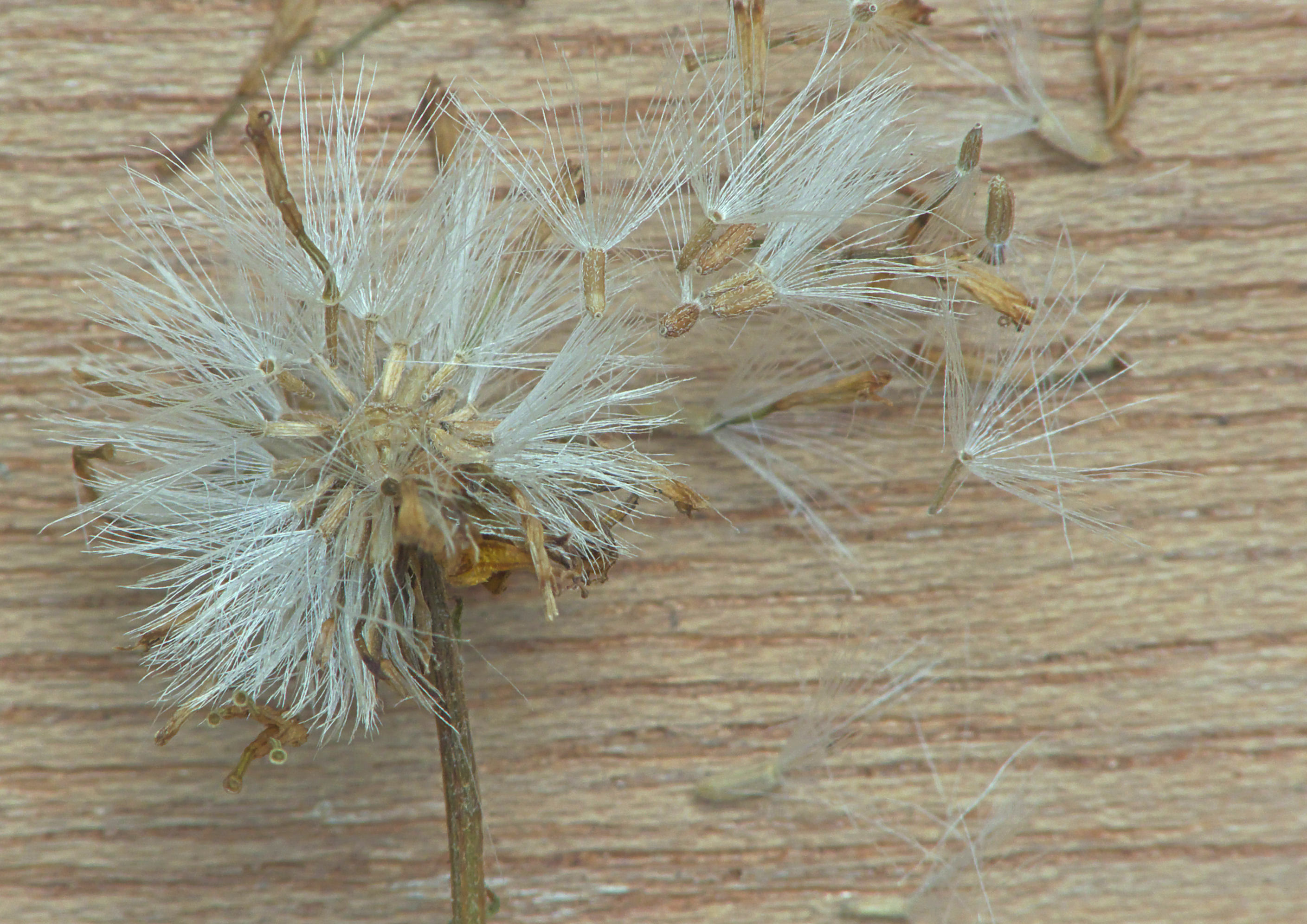
Graines de Jacobaea vulgaris subsp. vulgaris.
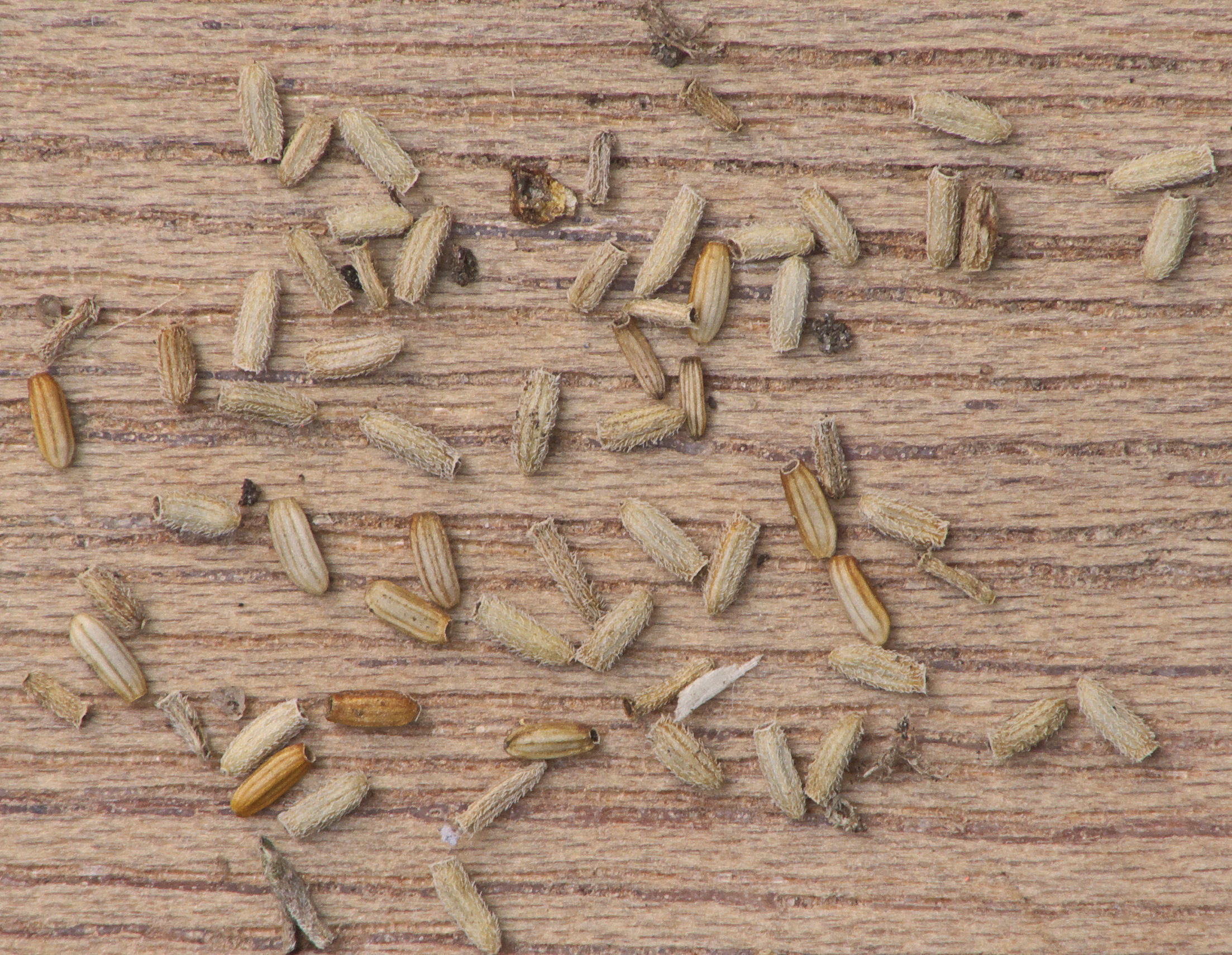
Akènes de Jacobaea vulgaris subsp. vulgaris.
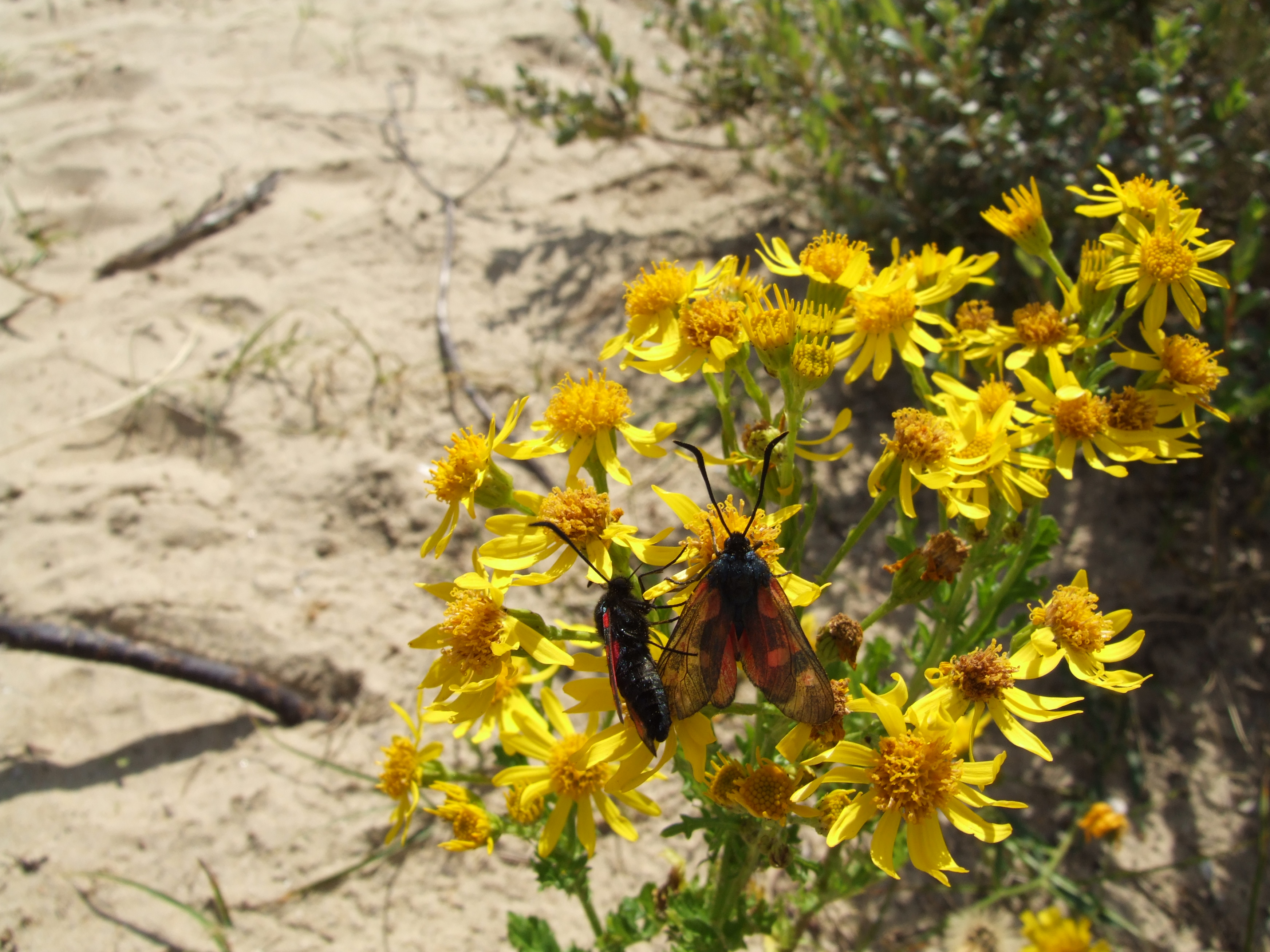
Deux zygènes butinant les fleurs.

## Statuts de protection, menaces
L'espèce n'est pas encore évaluée à l'échelle mondiale et européenne par l'Union internationale pour la conservation de la nature (UICN). En France elle est classée comme non préoccupante .

## Taxinomie
Cette espèce a été décrite en 1791 par Joseph Gärtner.
Son nom scientifique accepté fut longtemps Senecio jacobaea L., mais des travaux, notamment ceux de Pieter Pelser (en) & Ruud van der Meijden (es) en 2005, tendent à prouver que cette espèce et d'autres font bien partie d'un genre Jacobaea distinct de Senecio.

### Synonymes
Selon The Plant List (26 octobre 2014) :
- Senecio jacobaea L.
- Jacobaea vulgaris subsp. vulgaris,
- Jacobaea vulgaris var. vulgaris,
- Senecio flosculosus Jord.,
- Senecio foliosus Salzm. ex DC.,
- Senecio jacobaea L.,
- Senecio jacobaea var. jacobaea,
- Senecio jacobaea subsp. jacobaea,
- Senecio jacobaeoides Willk.,
- Senecio nemorosus Jord.,
- Senecio praealtus subsp. foliosus (DC.) Cout

### Liste des sous-espèces
Selon NCBI (26 octobre 2014) :
- Jacobaea vulgaris subsp. dunensis
- Jacobaea vulgaris subsp. gotlandica
- Jacobaea vulgaris subsp. vulgaris

## Interaction écologique
Les chenilles de certaines espèces d'hétérocères (papillons de nuit) se nourrissent du Séneçon de Jacob :
- la Goutte-de-sang ou Écaille du séneçon (Tyria jacobaeae, famille des Erebidae) ;
- Nyctemera annulata (famille des Erebidae) ;
- Thetidia smaragdaria (famille des Geometridae).[réf. nécessaire]

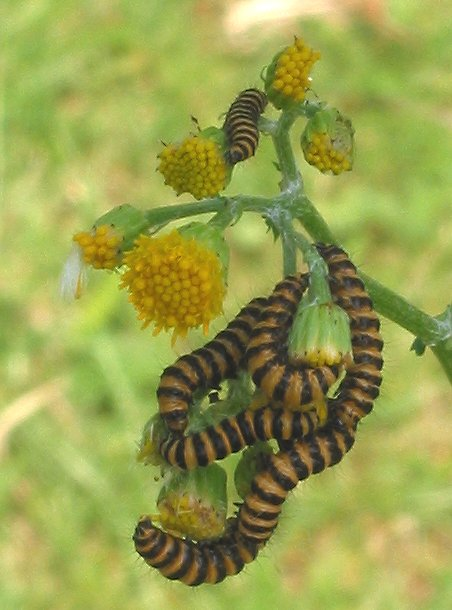
Chenilles de Tyria jacobaeae sur Jacobaea vulgaris.
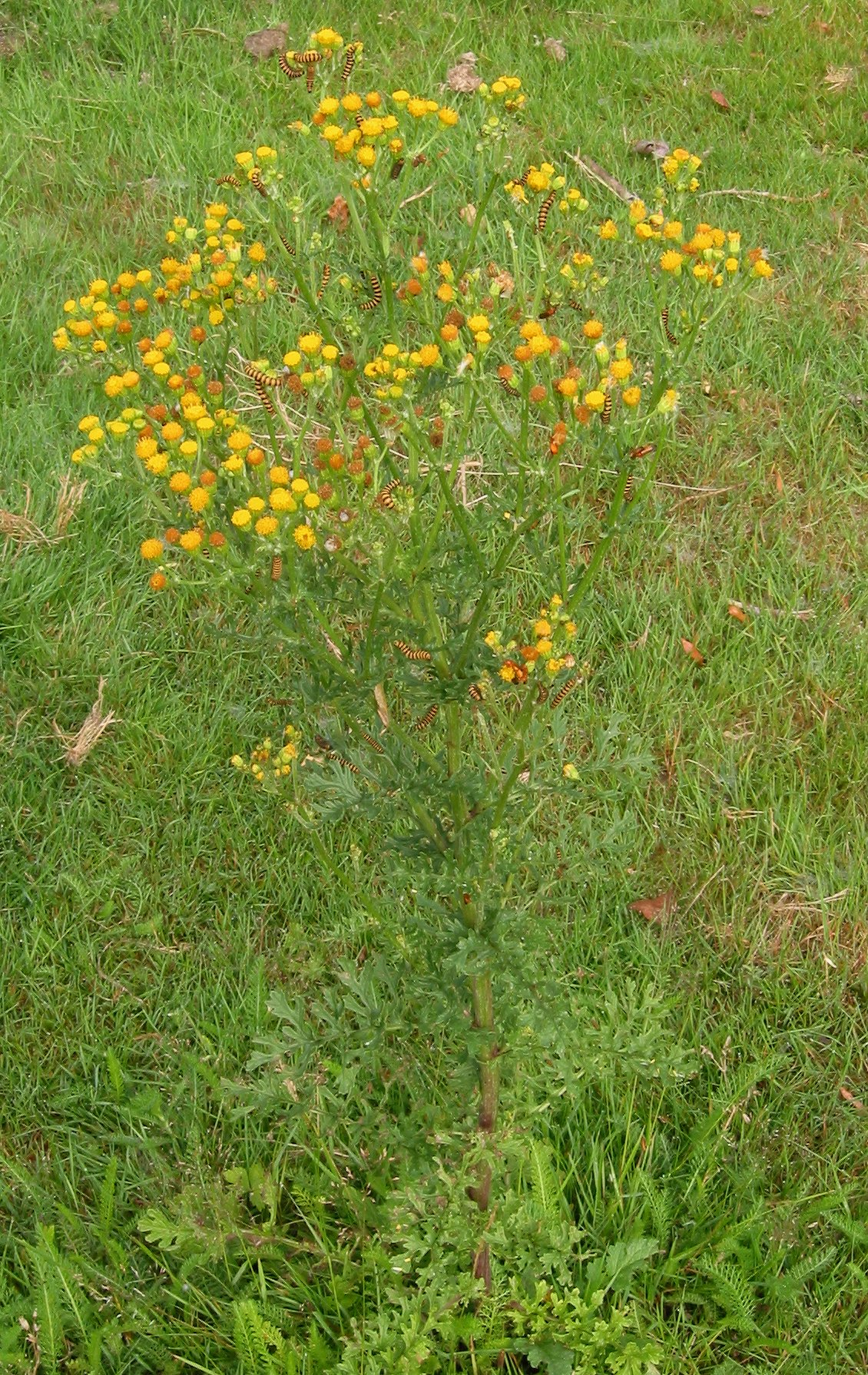
Jacobaea vulgaris subsp. dunensis avec plusieurs chenilles de Tyria jacobaeae.
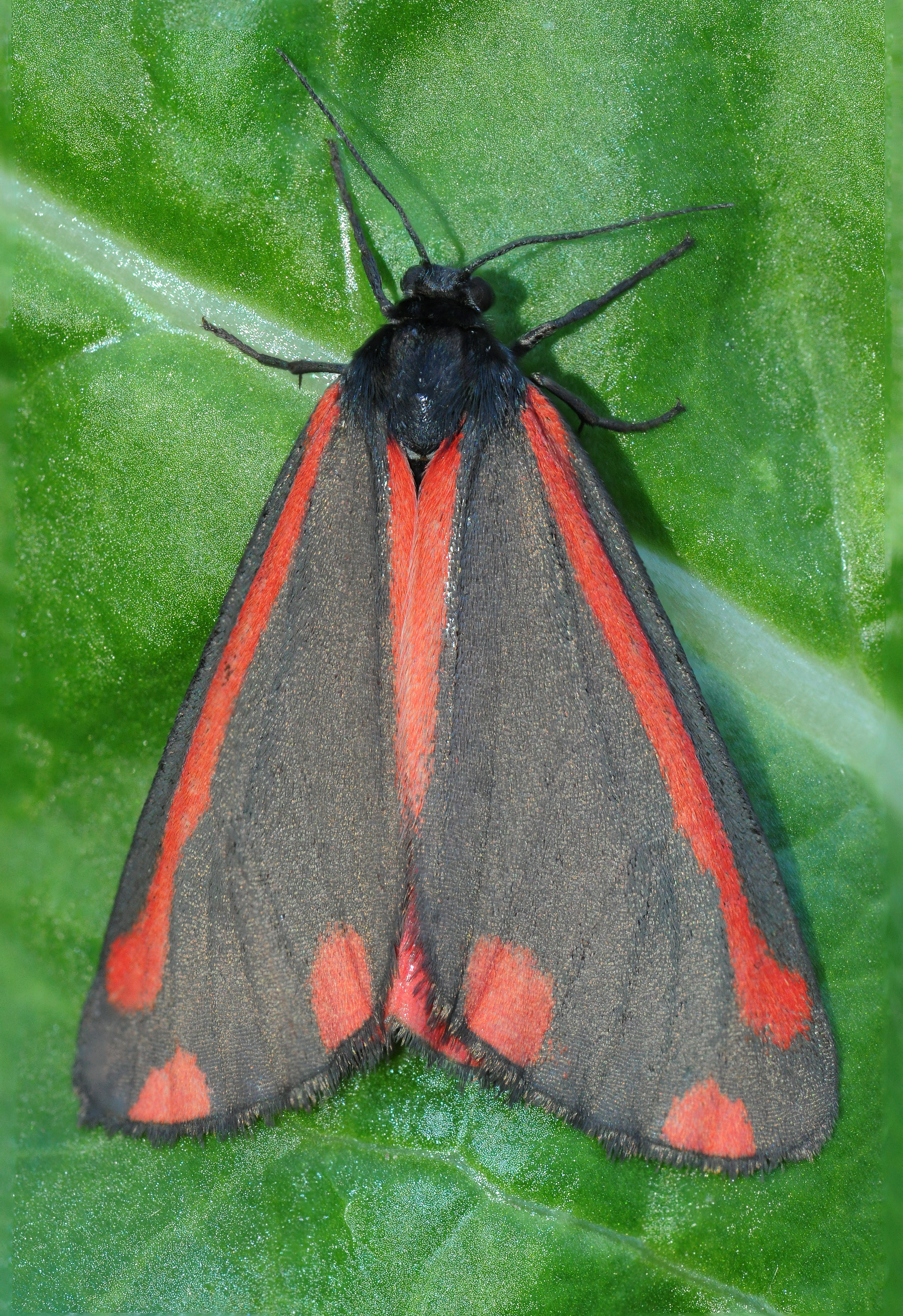
Tyria jacobaeae adulte.
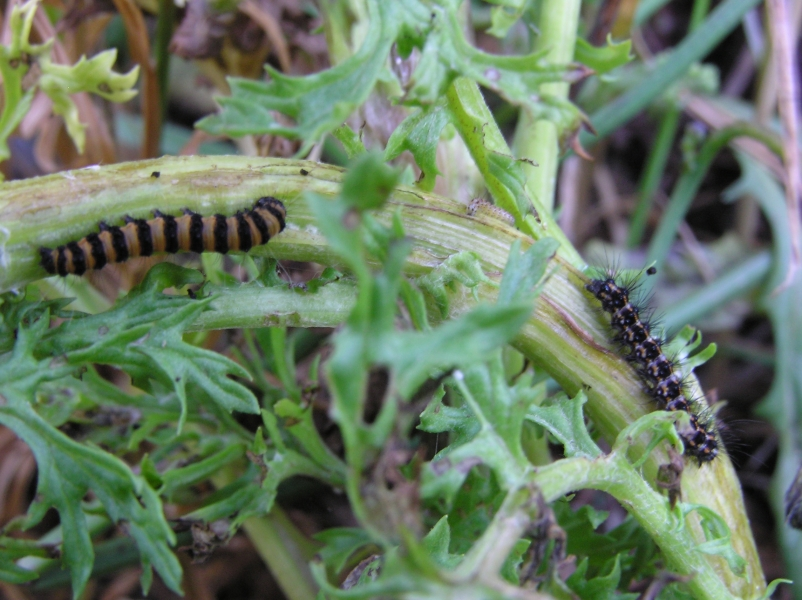
Chenilles de Tyria jacobaeae (gauche) et Nyctemera annulata (droite) sur une même plante-hôte.
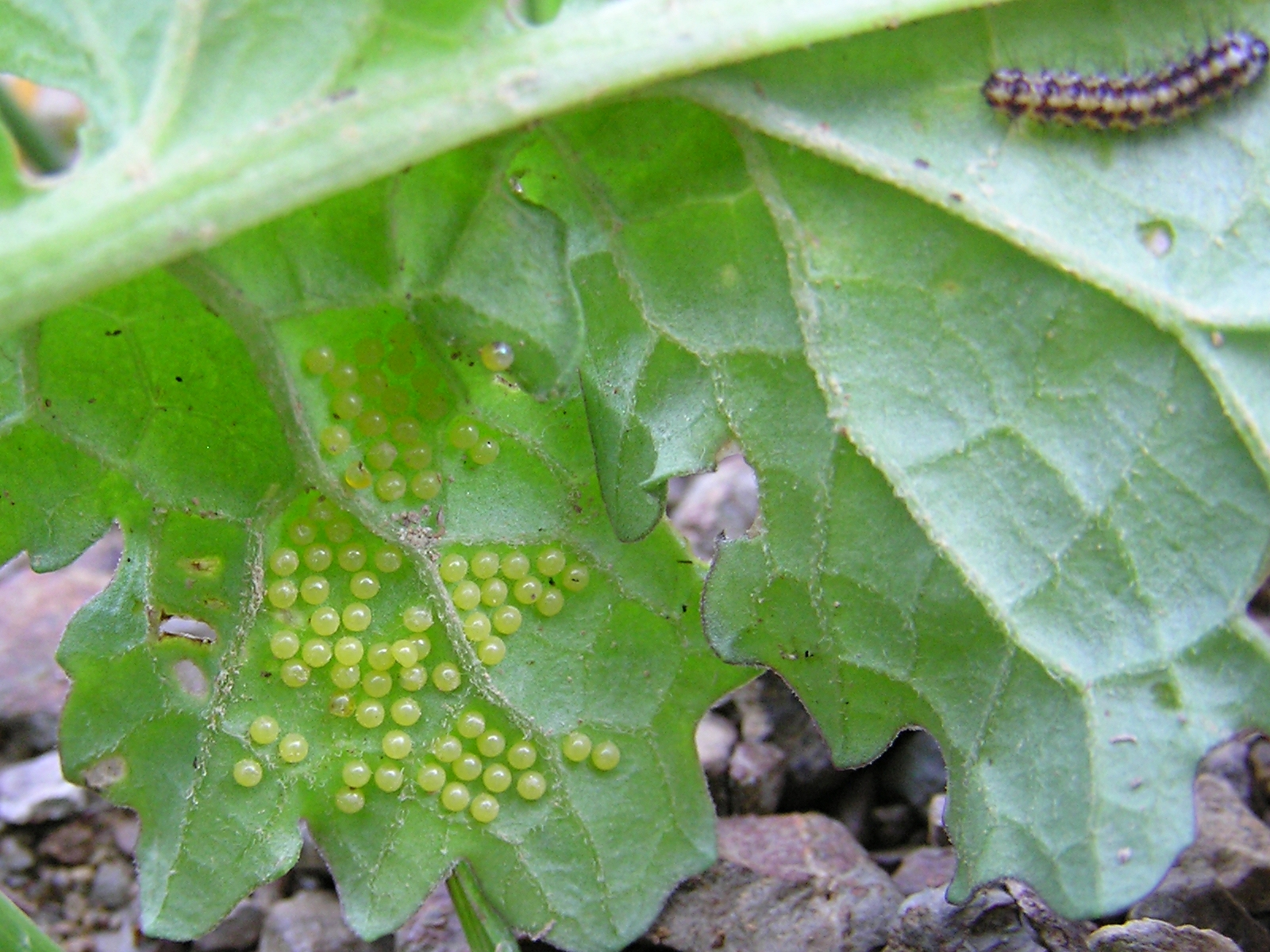
Œufs et chenille de Nyctemera annulata.
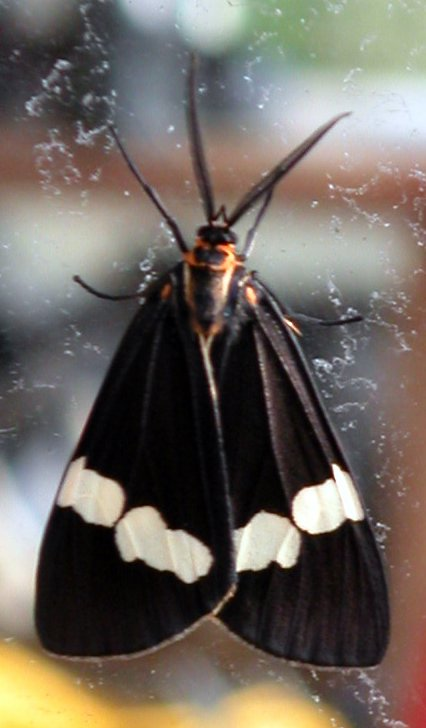
Nyctemera annulata adulte.

## Propriétés

Sénécionine.

Le Séneçon jacobée peut contenir plus d'une dizaine d'alcaloïdes pyrrolizidiniques, liés à la sénécionine. Les oxydes d'amine de sénécionine sont synthétisés dans la racine puis transportés dans toutes les parties de la plante. Witte et al. ont décrit deux chimiotypes :
- le type jacobine est caractérisé par la jacobine et la jacozine et peu ou pas du tout d'érucifoline ;

- le type érucifoline contient de l'érucifoline, de l'acétylérucifoline mais pratiquement pas de jacobine.

Les deux chimiotypes ne diffèrent pas en concentration des autres alcaloïdes comme sénécivernine, sénécionine, integerrimine, sénéciphylline. Une autre équipe a défini un troisième chimiotype mixte qui contient de la jacobine et de l'érucifoline en quantités semblables.
La consommation de ces alcaloïdes par les animaux peut conduire à une intoxication qui s'exerce principalement au niveau hépatique : gonflement du foie, nécrose, occlusion veineuse et perte de la fonction hépatique.

### Toxicité
Le Séneçon jacobée est toxique pour les humains. 
Il l'est également pour les équidés et bovins, mais il est consommable en petites quantités par les ovins et plus encore par les caprins, chez lesquels il pourrait avoir un effet vermifuge.
Sa  toxicité est due à son contenu en alcaloïdes pyrrolizidiniques, toxiques pour le foie de certains animaux.
Tant que la plante pousse et fleurit, il y a peu de risque pour les chevaux, les vaches, les chèvres et les moutons. La plante a un goût amer et n'est généralement pas consommée ; toutefois certains chevaux semblent consommer spécifiquement les sommités fleuries lorsqu'ils en ont l'occasion, peut-être pour se vermifuger (les maréchaux anglais des XVIIe et XVIIIe siècles sont souvent cités pour avoir utilisé cette plante ou ses sucs pour vermifuger leurs chevaux).
Le Séneçon jacobée est en revanche très dangereux conservé dans le foin : une fois coupé, la plante perd son arôme typique, sa couleur et son goût et les chevaux ne peuvent plus la reconnaître, mais le poison reste actif. Les herbivores mangent ainsi dans leur ration quotidienne de foin ces substances toxiques.
Le poison est absorbé dans l'intestin ; par la suite, le corps tente de convertir les toxines dans le foie en substances moins toxiques mais cela détruit les cellules du foie.
Une intoxication par le séneçon s'exécute très lentement ; le foie finira par arrêter de fonctionner.
Les animaux empoisonnés tombent gravement malades : ils sont léthargiques, perdent du poids, ont de la diarrhée et n'ont pas d'appétit, boivent beaucoup et ont des symptômes qui sont semblables à un coup de soleil. Le séneçon attaque le cœur et le système nerveux central et provoque un manque de coordination, un manque d'appétit et des mouvements agités.
Il n'existe aucun remède contre l'empoisonnement au séneçon. Les animaux empoisonnés sont condamnés. Les animaux tombent malades après des mois, voire des années, parce que le poison s'accumule lentement dans le foie. Les vaches et les chevaux développent une maladie chronique du foie quand ils ingèrent du séneçon à hauteur de 5 à 10 % de leur poids corporel.
Le lait de vache ou de chèvre ayant consommé du Séneçon jacobée peut être faiblement contaminé par des alcaloïdes pyrrolizidiniques.
De même, le miel provenant des abeilles butinant sur les zones densément couvertes de Sèneçon de Jacob peut contenir des traces d'alcaloïdes pyrrolizidiniques mais les quantités sont si infimes qu'elles sont jugées non préoccupantes.

## Chlorate de sodium et accidents
Importé depuis l'Europe, le Séneçon de Jacob se répand en Australie et en Nouvelle-Zélande à partir des années 1800. Après la Première Guerre mondiale, de grandes étendues sont défrichées en Nouvelle-Zélande et la plante les colonise rapidement. Afin d'endiguer cette prolifération, surtout que la plante est nocive pour les élevages de moutons, le ministère de l'Agriculture promeut l'utilisation du chlorate de sodium, un composé chimique hautement inflammable et volatil,. On atteint par exemple plus de mille tonnes d'imports en 1937. Malheureusement, la plupart des agriculteurs ne portent pas les protections nécessaires lors de la pulvérisation de ce composé. En contact avec des matériaux organiques comme la laine ou le coton et soumis à une source de chaleur, le chlorate de sodium peut s'enflammer et même parfois exploser. Ainsi, les pantalons, principalement en coton, sont particulièrement exposés. Imbibés lors des pulvérisations, ils sèchent ensuite, le chlorate de sodium s'infiltrant dans les fibres. Ensuite, lors de friction répétées, par exemple en montant à cheval, le vêtement peut s'enflammer, voire exploser,. Difficiles à éteindre, ces incendies spontanés ont coûté la vie à plusieurs agriculteurs et causé de nombreux accidents,. Devant ces faits tragiques, le ministère a œuvré pour que les employés portent des vêtements imperméables lors des pulvérisations, et pouvant être lavés après celles-ci pour éliminer le chlorate de sodium,.

## Symbolique
La fleur du séneçon de Jacob est l'emblème végétal de l'île de Man.